# Magistrato di Misericordia di Genova

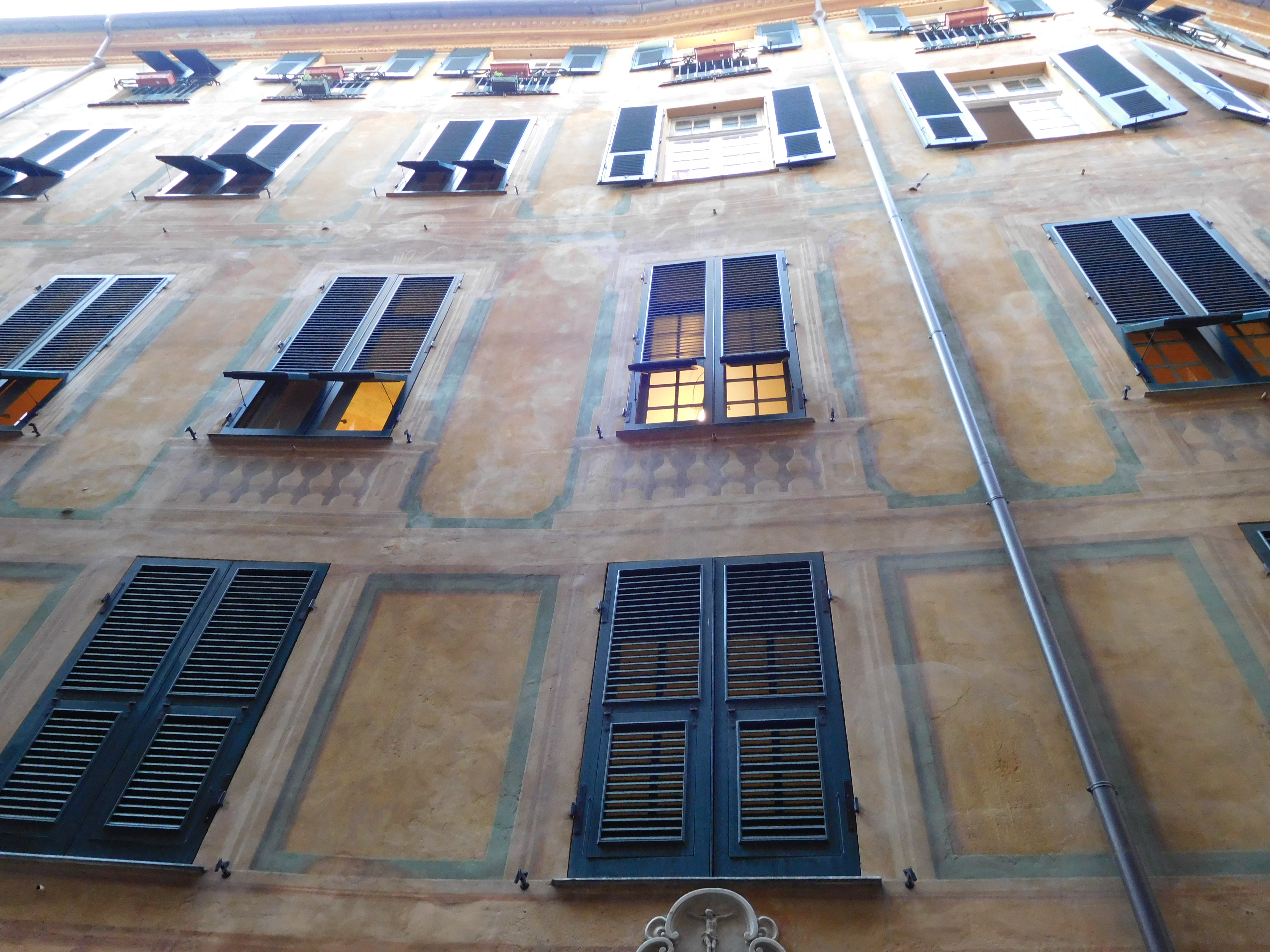
Facciata

Il Magistrato di Misericordia di Genova, anche noto come Opera di Misericordia o Ufficio di Misericordia è stato un ente della Repubblica di Genova istituito con lo scopo di occuparsi e accudire gli indigenti della città e prestare "opera di misericordia" appunto.

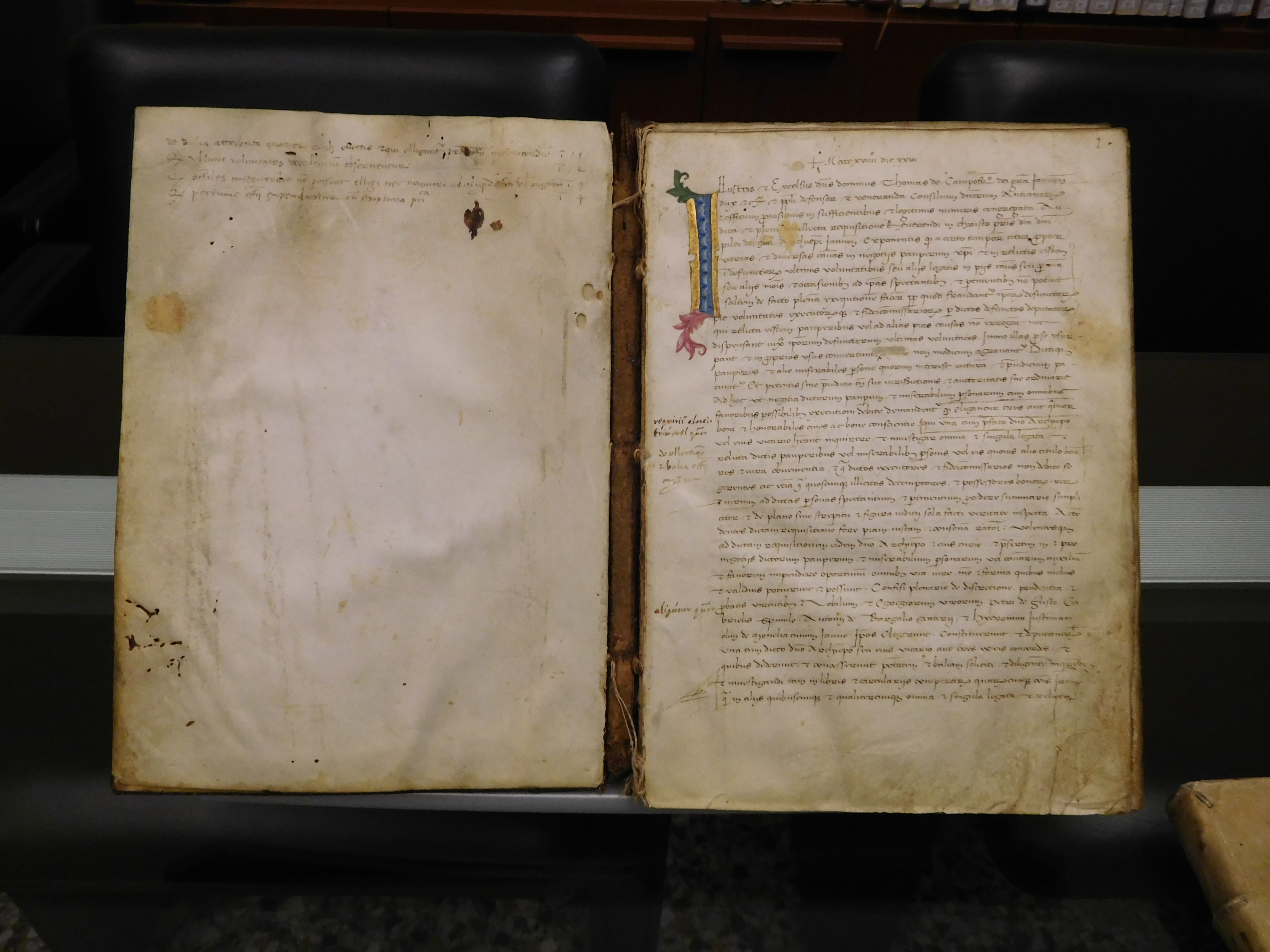
Atto di fondazione

## Storia
La sua fondazione ufficiale risale al 23 dicembre 1419 ad opera delle cariche della città: il Doge Tomaso de Campofregoso, il Consiglio degli Anziani e l'arcivescovo Pileo De Marini formalizzando così l'operato di altre istituzioni fino ad allora mai rese parte della struttura di assistenza sociale della Superba.
Le cariche del Magistrato furono distribuite a Pietro Fieschi, Gabriele Spinola e Antonio Bargagli in qualità di seaterius e Geronimo Giustiniani olim de Monelia (elemosiniere, tesoriere).
La sede del Magistrato sarà prima nel palazzo arcivescovile e poi nel chiostro di San Lorenzo, evidenziando come questa istituzione fosse al contempo un ramo dell'amministrazione cittadina e un'opera di carità fortemente voluta dall'arcivescovado, che partecipava insieme ai "saeterius", una commistione particolare di "sacro e profano" che perdurò nei secoli e nell'agire della struttura dando prova di ottima coesione e risultati.
Compito del Magistrato era quello di gestire i lasciti, specialmente quelli generosi delle importanti famiglie nobiliari della Repubblica, e organizzarli in modo da dare assistenza e servizio ai più bisognosi.
Nell'archivio del Magistrato sono visibili ancora oggi conti e gestioni e benevolenze di molti secoli di storia della città e del suo circondario, così come l'evolversi delle condizioni sociali.
Tra le opere in gestione al Magistrato vi erano i cosiddetti "alberghi", una realtà tipica della regione costituita da lasciti o costruzioni di grandi edifici destinati a poveri e indigenti ad opera di importanti famiglie, ma vi erano anche formazioni professionali e doti per le fanciulle o istruzione e lavoro per gli orfani, non solo la mera distribuzione di cibo.
L'Archivio del Magistrato di Misericordia è aperto al pubblico su prenotazione..

## Gli edifici storici

### Il chiostro dei canonici di San Lorenzo
Prima sede ufficiale del Magistrato fu il Chiostro dei Canonici di San Lorenzo, adiacente all'omonima cattedrale e di grande prestigio di cui rimangono molte tracce negli archivi di lasciti cittadini firmati proprio in questo luogo e che testimonia la stretta interazione con la parte clericale della città.
La sede rimase fino al 1813.

### Via dei Giustiniani
Il palazzo di Via dei Giustiniani, dove è sito ancora oggi l'Archivio del Magistrato, fu in origine un lascito all'ente alla fine del XVIII secolo da parte di Giovanni Battista Rocca, nobile patrizio genovese 
Il palazzo risulta essere frutto di un rimaneggiamento di varie abitazioni affacciate su Via dei Giustiniani, accorpate in un unico stabile con una facciata lineare e unica, sebbene all'interno siano ancora intuibili le divisioni originarie dei segmenti e le diverse altezze dei pianerottoli.
Dall'ingresso al piano strada è possibile accedere ai locali del piano nobile attraverso un doppio scalone in marmo e ardesia.
Degno di nota è il portale d'ingresso del Magistrato, caratterizzato da decori in marmo e un frontone a scudo con le lettere "O. M." ovvero Officium Misericordie.

## Patrimonio documentale
L'Archivio del Magistrato conserva un inestimabile patrimonio costituito da atti, cessioni, lasciti, rendicontazioni, testamenti ed opere di bene effettuate da e verso il suddetto.
Il documento più antico conservato è l'atto di fondazione dello stesso.
La qualità delle realizzazioni conservate rende il materiale d'archivio di particolare pregio. 
Altra menzione particolare deve essere fatta per i contenuti consultabili, testimoni di un lungo periodo nel quale si possono analizzare le sfaccettature di una società anche negli ambiti meno noti.

### Icartulai
Questi ultimi sono dei libri di conto che, a partire dal 1476 registrarono tutta la contabilità del Magistrato e le uscite e le entrate, oltre che le giustifiche di spesa e di entrata. Si tratta di preziosissime informazioni che permettono di ricostruire la storia meno conosciuta e più quotidiana della città e degli abitanti e forniscono una fondamentale testimonianza storica.

### Lefilze
Si tratta di una rilegatura tipicamente genovese nella quale i documenti venivano ripiegati e sovrapposti e, infine, cuciti insieme da un grosso ago con filo forte.
Questi documenti racchiudevano principalmente i documenti ufficiali e le procure dei mercanti genovesi nelle colonie e all'estero.